# Русадзе, Джумбер Лукич
Джумбе́р Луки́ч Руса́дзе (1927, Кутаиси — 14 октября 1989, Кутаиси) — советский футболист, защитник. Мастер спорта СССР (1950), тренер.
Всю карьеру в командах мастеров провёл в «Динамо» Тбилиси, сыграв в 1950—1955 годах 75 матчей (плюс один аннулированный) в чемпионате СССР.
Серебряный призёр 1953 года, бронзовый призёр 1950 года.
В 1963 году — старший тренер клуба КФК «Имерети» Кутаиси, в 1965 году — тренер в «Торпедо» Кутаиси.